# Ганьковское сельское поселение
Ганьковское сельское поселение — муниципальное образование в составе Тихвинского района Ленинградской области. Административный центр — деревня Ганьково. 
Главой поселения является Епифанова Екатерина Сергеевна, главой администрации — Дудкина Елена Николаевна.

## Географическое положение
Общая площадь — 1384 км².
Расположено в северной части Тихвинского района.
- Граничит:
  - на севере — с Лодейнопольским районом
  - на востоке — с Пашозёрским сельским поселением
  - на юго-востоке — с Шугозёрским сельским поселением
  - на юго-западе — с Борским сельским поселением
  - на западе — с Горским сельским поселением и Коськовским сельским поселением

По территории поселения проходят автодороги:
- 41А-009 (Лодейное Поле — Тихвин — Чудово)
- 41К-946 (Озровичи — Пашозеро — Шутозеро — Ганьково)

Расстояние от административного центра поселения до районного центра — 42 км.
По территории поселения протекают реки Капша, Паша, Шижня и Сарка. На территории поселения находятся озёра Большое, Казалма, Сапозеро.

## История
В начале 1920-х годов в составе Капшинской волости Тихвинского уезда Череповецкой губернии был образован Михалёвский сельсовет.
В августе 1927 года Михалёвский сельсовет вошёл в состав вновь образованного Капшинского района Ленинградской области.
По данным 1933 года центром Михалёвского сельсовета являлась деревня Ганьково.
16 июня 1954 года к Михалёвскому сельсовету были присоединены Заборовский и Щекотовский сельсоветы.
1 февраля 1963 года Капшинский район был ликвидирован, сельсовет вошёл в состав Тихвинского района.
По данным 1973 года в состав сельсовета вошёл упразднённый Новинский сельсовет.
По состоянию на 1990 год Михалёвский сельсовет с центром в деревне Ганьково был переименован в Ганьковский сельсовет, в него также вошёл упразднённый Заречский сельсовет.
18 января 1994 года постановлением главы администрации Ленинградской области № 10 «Об изменениях административно-территориального устройства районов Ленинградской области» Ганьковский сельсовет, также как и все другие сельсоветы области, преобразован в Ганьковскую волость.
1 января 2006 года в соответствии с областным законом № 52-оз от 1 сентября 2004 года «Об установлении границ и наделении соответствующим статусом муниципального образования Тихвинский муниципальный район и муниципальных образований в его составе» образовано Ганьковское сельское поселение, в которое вошла большая часть территории бывшей Ганьковской волости и вся Ерёминогорская волость.

## Население
| 2006    | 2010  | 2011  | 2012  | 2013  | 2014  | 2015  |
| ------- | ----- | ----- | ----- | ----- | ----- | ----- |
| 103 000 | ↘1121 | ↘1117 | ↗1122 | ↘1118 | ↘1107 | ↘1105 |
| 2016    | 2017  | 2018  | 2019  | 2020  | 2021  | 2023  |
| ↘1080   | ↘1069 | ↘1039 | ↘1018 | ↘995  | ↗1001 | ↘988  |
| 2024    | 2025  |       |       |       |       |       |
| ↗1007   | ↘992  |       |       |       |       |       |

## Состав сельского поселения
На территории поселения находятся 30 населённых пунктов:
| №  | Населённый пункт | Тип населённого пункта          | Население   |
| -- | ---------------- | ------------------------------- | ----------- |
| 1  | Абрамово         | деревня                         | ↗6 (2017)   |
| 2  | Виногора         | деревня                         | ↘4 (2017)   |
| 3  | Ганьково         | деревня, административный центр | ↗630 (2017) |
| 4  | Гороховище       | деревня                         | ↗1 (2017)   |
| 5  | Гуреничи         | деревня                         | ↗2 (2017)   |
| 6  | Давыдовщина      | деревня                         | ↘1 (2017)   |
| 7  | Ерёмина Гора     | деревня                         | ↗67 (2017)  |
| 8  | Заборовье        | деревня                         | ↗11 (2017)  |
| 9  | Исаково          | деревня                         | ↘4 (2017)   |
| 10 | Казалма          | деревня                         | →0 (2017)   |
| 11 | Капшинский       | посёлок                         | ↗40 (2017)  |
| 12 | Концы            | деревня                         | →4 (2017)   |
| 13 | Куневичи         | деревня                         | ↗25 (2017)  |
| 14 | Леошино          | деревня                         | →0 (2017)   |
| 15 | Лихачево         | деревня                         | ↗12 (2017)  |
| 16 | Малое Усадище    | деревня                         | ↘2 (2017)   |
| 17 | Мехбаза          | посёлок                         | ↘11 (2017)  |
| 18 | Михалёво         | деревня                         | ↘18 (2017)  |
| 19 | Наволок          | деревня                         | ↘8 (2017)   |
| 20 | Новая Усть-Капша | деревня                         | ↘12 (2017)  |
| 21 | Новинка          | деревня                         | 21          |
| 22 | Новинка          | деревня                         | 5           |
| 23 | Олончено         | деревня                         | ↘7 (2017)   |
| 24 | Серебрянка       | деревня                         | ↗8 (2017)   |
| 25 | Сосновка         | деревня                         | →2 (2017)   |
| 26 | Теренино         | деревня                         | ↗5 (2017)   |
| 27 | Токарево         | деревня                         | ↘4 (2017)   |
| 28 | Усадище          | деревня                         | ↗18 (2017)  |
| 29 | Усть-Капша       | деревня                         | 17          |
| 30 | Щекотовичи       | деревня                         | ↘1 (2017)   |

## Достопримечательности
- Часовня святых апостолов Петра и Павла в Ганьково
- Часовня святого пророка Ильи в Ерёминой Горе
- Церковь святого Николая Чудотворца в Исаково